# Bausch & Lomb Championships 2001
Bausch & Lomb Championships 2001 — жіночий тенісний турнір, що проходив на відкритих кортах з ґрунтовим покриттям Amelia Island Plantation на острові Амелія (США). Належав до турнірів 2-ї категорії в рамках Туру WTA 2001. Тривав з 9 квітня до 15 квітня 2001 року. Шоста сіяна Амелі Моресмо здобула титул в одиночному розряді.

## Фінальна частина

### Одиночний розряд
Амелі Моресмо —  Аманда Кетцер 6–4, 7–5
- Для Моресмо це був 3-й титул за сезон і 6-й — за кар'єру.

### Парний розряд
Кончіта Мартінес /  Патрісія Тарабіні —  Мартіна Навратілова /  Аранча Санчес Вікаріо 6–4, 6–2
- Для Мартінес це був єдиний титул за сезон і 42-й - за кар'єру. Для Тарабіні це був 1-й титул за рік і 14-й — за кар'єру.